# 귀먹음

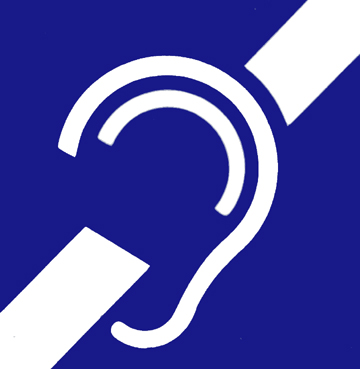
데프니스 국제 기호

귀먹음(deafness)은 문화와 의학적 문맥에서 정의가 다양하다. 의학적 문맥에서 귀먹음은 사람이 청각학적 발설을 이해하는 못하는 청각 소실이다. 이 문맥에서 소문자 d로 쓴다. 청각 능력과 무관하게 수화를 통해 주로 소통하는 사람을 가리켜 문화적 문맥에서 사용할 경우 앞의 대문자를 사용하여 Deaf로 표기하여 "big Deaf"라고 적는다. 이 두 정의는 겹치는 부분이 있으나 동일한 것은 아닌데 청각 소실에는 발설 이해에 영향을 줄만큼 충분히 심각하지 않는 케이스도 포함하고 문화적인 부분에서 Deafness는 수화를 사용하는 듣는 사람을 포함하기 때문이다.

## 같이 보기
- 청각 장애